# Maja Fjæstad

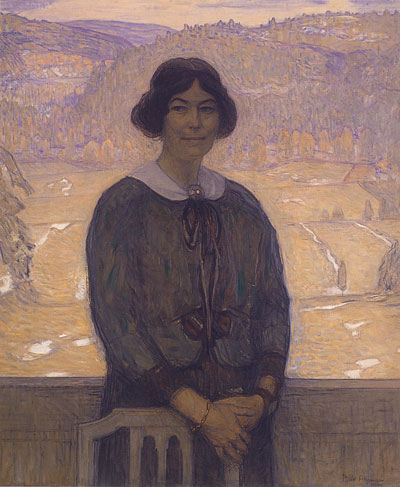
Porträtt målat av Björn Ahlgrensson.

Kerstin Maria (Maja) Fjæstad, född Hallén 30 maj 1873 i Hörby, död 15 november 1961 i Arvika, var en svensk konstnär.
Maja Fjæstad var dotter till kyrkoherdeparet Lars Hallén och Sofia Benedicta, född Trägårdh, som tidigt uppmärksammade dotterns intresse för teckning. Under skoltiden i Landskrona fick hon redan som elvaåring också möjligheten att förkovra sig i teckning och hon fortsatte sedan sina studier på Tekniska Elementarskolan i Malmö. När hon ansökte till Konstakademien i Stockholm lyckades hon inte bli antagen och studerade i ställert för Kerstin Cardon och därefter vid Konstnärsförbundets målarskola med lärare som Anders Zorn, Carl Larsson och Richard Bergh.
Maja Fjæstad var medlem i Rackstadgruppen i Arvika, som bildats av henne, maken Gustaf och Christian Eriksson när makarna Fjæstad 1898 bosatte sig hos Eriksson på Rackstad. Rackstad kom att bli en samlingspunkt för flera verksamma konstnärer. Makarna Fjæstad hade kurser i vävning och Maja Fjæstad hade positiv påverkan på värmländsk hemslöjd.
Hennes första riktiga beställning var en kudde till Hjalmar Lundbohms bostad i Kiruna.[källa behövs] Hon fick sitt genombrott som 24-årig konstnär redan 1897 vid en av Konstnärsförbundets utställningar.[källa behövs] Som porträttmålare fick hon speciell uppskattning och hon blev framgångsrik inte minst vid utställningar i England, där hennes målningar införlivades i konstmuseisamlingar. Maja Fjæstad kom dock att mest arbeta mest med textilier, inom vävning, broderi och tryck. Hon designade nya, ofta abstrakta mönster, eller djärva stiliserade naturmotiv.
På senare år övergick hon till trä- och linoleumsnitt. I en serie träsnitt har hon utfört naturmotiv, och hennes blommotiv är väl kända, däribland "Björkhänge".
Maja Fjæstad var även en politiskt drivande kraft. Hon var 1922 med om att bilda föreningen Arvika Konsthantverk med en egen butik, som i samma lokal sedan 1924, är Sveriges äldsta specialaffär för lokalt konsthantverk. Fjæstad finns representerad vid bland annat Nationalmuseum och Nordiska museet i Stockholm. På beställning av Elisabeth Tamm skapade Fjæstad en matta till biblioteket i Kvinnliga medborgarskolan vid Fogelstad.
Hon gifte sig den 15 juli 1898 med Gustaf Fjæstad i Väsby kyrka. Paret fick fyra barn.[källa behövs] Hon stod modell för Christian Erikssons byst av Jenny Lind på Kungliga Operan i Stockholm. Makarna Fjæstad är begravda på Arvika kyrkogård.